# Réseau synchrone d'Europe continentale

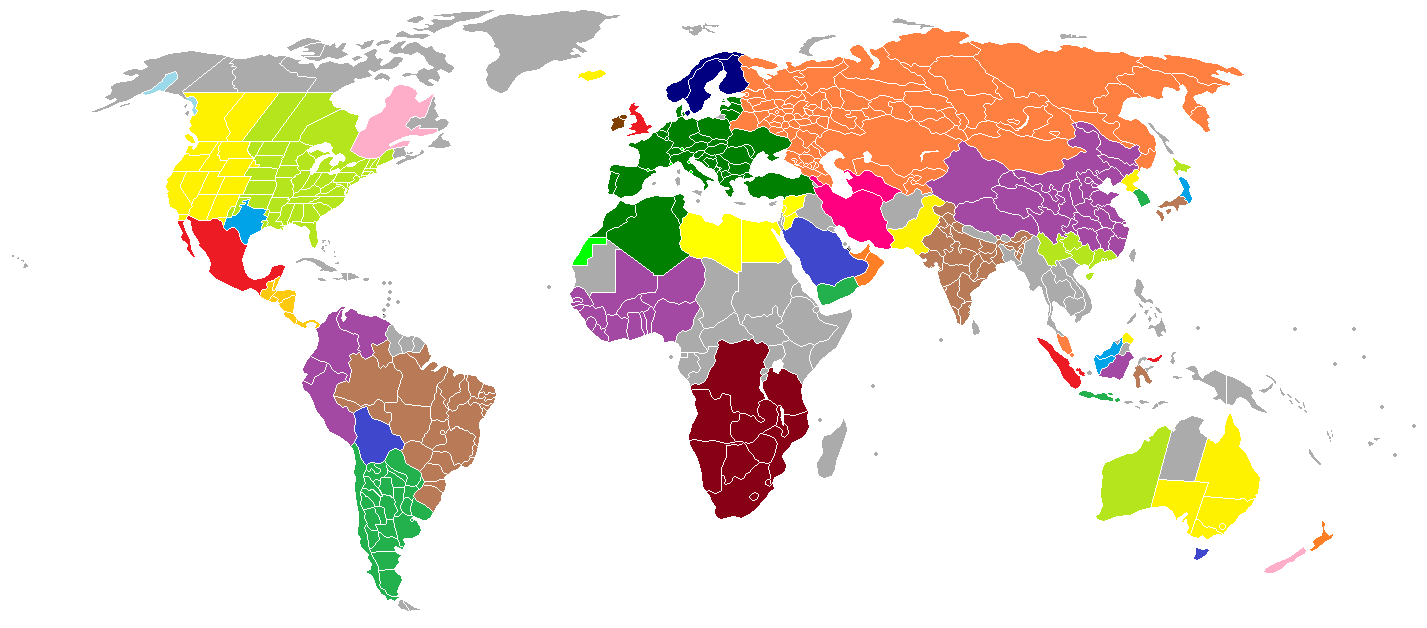
Carte de réseaux synchrones

Carte des organisations européennes de gestionnaires de réseau de transport (groupes régionaux) Europe continentale, pays nordiques, Grande-Bretagne et ile d'Irlande (anciennement UCTE, UKTSOA, NORDEL, ATSOI).

Le réseau synchrone d'Europe continentale (également connu sous le nom de zone continentale synchrone ; anciennement connu sous le nom de réseau UCTE) est le deuxième plus grand réseau électrique du monde. Il est, de ce fait, forcément synchrone. Il est interconnecté en tant que réseau électrique monophasé à fréquence de réseau de 50 Hz qui alimente plus de 400 million de clients dans 27 pays, dont la majeure partie de l'Union européenne. En 2009, 667 GW de capacité de production ont été raccordés au réseau, fournissant environ 80 GW de marge de réserve d'exploitation. Les gestionnaires de réseau de transport exploitant ce réseau ont formé l'Union pour la coordination du transport de l'électricité (UCTE), qui fait désormais partie du Réseau européen des gestionnaires de réseau de transport d'électricité (ENTSO-E).

## Zone géographique
Le réseau synchrone de l'Europe continentale couvre le territoire du groupe régional « Europe continentale » de l'ENTSO-E, ainsi que certains pays voisins non impliqués dans l'ENTSO-E.
Le réseau synchrone comprend une partie ou la totalité de l'Autriche, de la Belgique, de la Bosnie-Herzégovine, de la Bulgarie, de la Croatie, de la Tchéquie, du Danemark (partie occidentale), de l'Estonie , de la France, de l'Allemagne, de la Grèce, de la Hongrie, de l'Italie, de la Lettonie, de la Lituanie, du Luxembourg, du Monténégro, des Pays-Bas, de la Macédoine du Nord et de la Pologne, le Portugal, la Roumanie, la Serbie, la Slovaquie, la Slovénie, l'Espagne et la Suisse en tant que membres du groupe régional « Europe continentale ». Outre les membres de l'ENTSO-E, la petite île électrique de l'ouest de l'Ukraine est synchronisée avec le réseau de l'Europe continentale. L'Albanie exploite le réseau national de manière synchrone avec le réseau synchrone de l'Europe continentale. Les réseaux du Maroc, de l'Algérie et de la Tunisie sont synchronisés avec le réseau européen via Gibraltar et au sein de Med-TSO. En avril 2015, le réseau turc a été synchronisé avec le réseau européen. En 2022, en raison de la guerre, le réseau électrique ukrainien est connecté au réseau européen.
Bien que synchrones, certains pays fonctionnent quasiment en mode insulaire, caractérisé par une faible connectivité avec les autres pays. La Commission européenne considère qu'une connectivité élevée est bénéfique et a répertorié plusieurs projets d'interconnexion comme projets d'intérêt commun. Cependant, les réseaux nationaux doivent également être mis à niveau pour gérer des flux d'énergie accrus si les valeurs d'un marché libre de l'énergie doivent être réalisées dans l'UE.

## Histoire
L'Ukraine est membre de la Communauté de l'énergie.
Début 2021, l'Ukraine a annoncé qu'elle se déconnecterait de la Russie et de la Biélorussie d'ici la fin de 2023 et s'intégrerait au réseau européen,.
Le 23 février 2022, lors du plus récent des tests, l’Ukraine a déconnecté son réseau électrique des réseaux européen, russe et biélorusse.
Le 24 février 2022 : à la suite de l'invasion de l'Ukraine par la Russie, l'Ukraine a désynchronisé son réseau du réseau russe,.
Le lundi 28 février 2022, les ministres de l’Énergie de l’UE se sont réunis à Bruxelles pour discuter de la sécurité énergétique en Ukraine et de l’impact de la guerre sur le marché européen de l’énergie et sur les prix de l’énergie, alors que des militants ukrainiens demandaient la connexion rapide du pays au réseau électrique de l’UE.
Le réseau moldave aussi.
Le 16 mars 2022, le réseau électrique ukrainien, qui fonctionnait depuis le début de la guerre en mode isolé, est connecté au réseau européen. Il s’agit d’une accélération d’un processus qui était à l’étude depuis 2017 mais a été précipité en raison de la guerre, à la demande de l'Ukraine. Le réseau électrique moldave est désormais également connecté au réseau européen.
Le 25 aout 2022 la centrale nucléaire de Zaporijjia est déconnectée.
Le 9 février 2025, l’Estonie, la Lettonie et la Lituanie ont été reliées à l’Europe continentale,.

## Liste des niveaux d'interconnexion électrique
L'interconnexion électrique en pourcentage (EIL = niveau d'interconnexion électrique) de la capacité de production d'électricité installée en 2014 est présenté dans le tableau suivant. L'objectif de l'UE est d'au moins 10 % pour 2020 et 15 % pour 2030.
D'autres formules de calcul des niveaux d'interconnexion sont basées sur la charge de pointe au lieu de la capacité installée.
Certaines transmissions frontalières, en particulier autour des Alpes, ont à la fois un taux d'utilisation élevé et une grande différence de prix, ce qui implique qu'une transmission supplémentaire serait bénéfique.
| État                        | EIL 2014 | EIL 2017     | Capacité interconnectée 2019 [GW] | Capacité de production 2019 [GW] | Pic de charge 2018 [GW] | Niveau de connectivité selon la méthode de 2002 | Niveau de connectivité selon la méthode du Premier groupe d'experts |
| --------------------------- | -------- | ------------ | --------------------------------- | -------------------------------- | ----------------------- | ----------------------------------------------- | ------------------------------------------------------------------- |
| Autriche                    | 29 %     |              | 11,8                              | 21,3                             | 12,1                    | 55 %                                            | 98 %                                                                |
| Belgique                    | 17 %     | 19 %         | 8,6                               | 23,1                             | 13,5                    | 37 %                                            | 64 %                                                                |
| Bulgarie                    | 11 %     |              | 1,9                               | 12,7                             | 6,5                     | 15 %                                            | 29 %                                                                |
| Croatie                     | 69 %     |              | 3,2                               | 5,0                              | 3,2                     | 64 %                                            | 99 %                                                                |
| Chypre (pays)               | 0 %      |              | 0,0                               | 1,5                              | 1,0                     | 0 %                                             | 0 %                                                                 |
| Tchéquie                    | 17 %     |              | 9,5                               | 20,8                             | 11,1                    | 45 %                                            | 85 %                                                                |
| Danemark (pays constitutif) | 44 %     | 51 %         | 7,4                               | 15,9                             | 6,1                     | 46 %                                            | 121 %                                                               |
| Estonie                     |          |              | 1,8                               | 2,8                              | 1,5                     | 65 %                                            | 120 %                                                               |
| Finlande                    | 30 %     |              | 3,9                               | 17,3                             | 14,2                    | 23 %                                            | 28 %                                                                |
| France                      | 10 %     |              | 22,3                              | 130,7                            | 96,3                    | 17 %                                            | 23 %                                                                |
| Allemagne                   | 10 %     |              | 28,4                              | 222,4                            | 79,1                    | 13 %                                            | 36 %                                                                |
| Royaume-Uni                 | 6 %      | 5,7 % (2019) | 4,7                               | 78,4                             | 61,4                    | 6 %                                             | 8 %                                                                 |
| Grèce                       | 11 %     |              | 1,1                               | 17,1                             | 9,1                     | 6 %                                             | 12 %                                                                |
| Hongrie                     | 29 %     |              | 6,4                               | 9,1                              | 6,6                     | 70 %                                            | 97 %                                                                |
| Irlande (île)               | 9 %      |              | 0,5                               | 9,8                              | 4,9                     | 5 %                                             | 11 %                                                                |
| Italie                      | 7 %      |              | 11,0                              | 94,4                             | 57,6                    | 12 %                                            | 19 %                                                                |
| Lettonie                    |          |              | 2,0                               | 2,8                              | 1,3                     | 71 %                                            | 161 %                                                               |
| Lituanie                    |          |              | 2,4                               | 3,6                              | 2,0                     | 67 %                                            | 121 %                                                               |
| Luxembourg                  | 245 %    |              | 1,1                               | 0,3                              | 1,0                     | 409 %                                           | 105 %                                                               |
| Malte                       |          |              | 0,2                               | 0,7                              | -                       | 30 %                                            | -                                                                   |
| Pays-Bas (pays constitutif) | 17 %     | 18 %         | 11,2                              | 30,5                             | 18,5                    | 37 %                                            | 61 %                                                                |
| Norvège                     |          |              | 8,7                               | 30,5                             | 24,1                    | 28 %                                            | 36 %                                                                |
| Pologne                     | 4 %      |              | 6,0                               | 42,5                             | 24,5                    | 14 %                                            | 24 %                                                                |
| Portugal                    | 7 %      |              | 4,0                               | 19,6                             | 8,7                     | 20 %                                            | 46 %                                                                |
| Roumanie                    | 7 %      |              | 2,2                               | 18,8                             | 8,9                     | 12 %                                            | 24 %                                                                |
| Slovaquie                   | 61 %     |              | 5,5                               | 7,6                              | 4,5                     | 73 %                                            | 122 %                                                               |
| Slovénie                    | 65 %     |              | 4,7                               | 3,7                              | 2,4                     | 127 %                                           | 199 %                                                               |
| Espagne                     | 2 %      |              | 7,6                               | 104,7                            | 40,6                    | 7 %                                             | 19 %                                                                |
| Suède                       | 26 %     |              | 12,3                              | 40,8                             | 27,4                    | 30 %                                            | 45 %                                                                |
| Suisse                      |          |              | 16,8                              | 16,1                             | 9,8                     | 105 %                                           | 172 %                                                               |

## Réseaux régionaux

Connexions CCHT dans toute l'Europe

Le réseau britannique n'est pas synchronisé avec la fréquence de l'Europe continentale, mais il est interconnecté en courant continu à haute tension (CCHT) via les liaisons câblées IFA 2000, BritNed, Nemo Link, IFA-2 et Norway. En 2014, avant que Nemo Link, IFA-2 et NSN ne deviennent opérationnels, le niveau d'interconnexion électrique du Royaume-Uni était de 6 %.
Les réseaux d'Irlande et d'Irlande du Nord forment le groupe régional irlandais pour ENTSO-E. Ils ne sont pas encore connectés avec le réseau de l'Europe continentale, mais disposent d'interconnexions en courant continu avec le réseau britannique via l'interconnexion CCHT Moyle et l'interconnexion Est-Ouest.
De même, le groupe régional nordique de l'ENTSO-E (anciennement NORDEL), composé de la Norvège, de la Suède, de la Finlande et de la partie orientale du Danemark (Zélande avec ses îles et Bornholm), n'est pas synchronisé avec l'Europe continentale, mais compte un certain nombre de liaisons asynchrones avec le réseau de l'Europe continentale. Gotland n'est pas synchronisé avec la suède continentale, car il est connecté par la liaison de Gotland, en CCHT.
Les réseaux d'Islande et de Chypre ne sont pas encore interconnectés avec les autres réseaux. Malte est connectée à hauteur de 35% via l'interconnexion Malte-Sicile, mise en service en 2015.

## Projets d'extensions futures
L'UCTE/ENTSO-E et les sociétés de transport partenaires prévoient des extensions du réseau et de la fréquence synchrone. Notamment la liaison UCTE-Ukraine/Moldavie, pour déconnecter uniquement ces réseaux du système IPS/UPS et les interconnecter au réseau synchronisé d'Europe centrale. Ainsi que la connexion synchrone Tunisie-Libye, qui étendrait la fréquence de l'Europe continentale à la Libye, l'Égypte, la Jordanie, la Syrie et le Liban (ces cinq derniers pays constituent le SEMB[Quoi ?] du projet d'anneau électrique méditerranéen)[réf. nécessaire].
Des connexions en courant continu sont aussi prévues. Notamment l'interconnexion EuroAsia entre la Grèce, Chypre et Israël via le câble électrique sous-marin le plus long du monde.
D'autres possibilités sont l'extension au groupe régional nordique, l'interconnexion Turquie-Irak et le concept DESERTEC pour l'interconnexion avec d'autres pays du Moyen-Orient[réf. nécessaire]. Dans le passé, les réseaux arménien et turkmène faisaient partie du système unifié soviétique, mais actuellement[Quand ?] ils sont connectés au réseau iranien.